# Eights Coast
Eights Coast är en strand i Antarktis. Den ligger i Västantarktis. Inget land gör anspråk på området.